# Бикаба, Андре
Андре Бикаба (фр. André Bicaba; род. 12 января 1945) — верхневольтский легкоатлет, выступавший в беге на короткие дистанции. Участник летних Олимпийских игр 1972 года. Первый спортсмен, представлявший Верхнюю Вольту (сейчас Буркина-Фасо) на Олимпийских играх.

## Биография
Андре Бикаба родился 12 января 1945 года. Происходит из народности бва.
В 1967 году учился во Франции. Впоследствии жил в городе Бобо-Диуласо, работал учителем физкультуры.
В 1971 году начал заниматься лёгкой атлетикой. Благодаря спортивной стипендии от ФРГ в течение месяца тренировался и акклиматизировался в Мюнхене.
В 1972 году стал единственным спортсменом, который вошёл в сборную Верхней Вольты на летних Олимпийских играх в Мюнхене. В беге на 100 метров занял в 1/8 финала 5-е место, показав результат 10,71 секунды и уступив 0,1 секунды попавшему в четвертьфинал с 3-го места Сэмми Монселсу из Суринама.
Бикаба стал первым спортсменом, представлявшим Верхнюю Вольту (сейчас Буркина-Фасо) на Олимпийских играх.

## Личный рекорд
- Бег на 100 метров — 10,3 (1972)[5]